# Panzerzug Paderewski
Der Eisenbahn-Panzerzug Paderewski war ein improvisierter polnischer Panzerzug aus der Zeit des Polnisch-Sowjetischen Krieges von 1919 und wurde noch im Zweiten Weltkrieg eingesetzt.

## Geschichte
Am 10. September 1919 wurde der Panzerzug Paderewski als dritter Panzerzug in den Eisenbahnwerkstätten in Lemberg gebaut. Vorher verließen die Panzerzüge Lis-Kula und Pionier die Werkstätten. Der nun dritte Panzerzug erhielt die Nummer 15 und wurde als Pociąg Pancerny 15 (kurz: P.P. 15, deutsch: Panzerzug 15) gelistet. Die Nummer wurde vom Panzerzug Groźny übernommen, nachdem dieser im September 1919 vorerst aufgelöst wurde. Während einer offiziellen Zeremonie wurde der Panzerzug in Warschau nach dem polnischen Ministerpräsidenten Ignacy Jan Paderewski getauft, welcher ebenfalls anwesend war.

## Technische Daten

### Lokomotive

#### 1919 – 1923
Bewegt wurde der Panzerzug Paderewski durch zwei österreichische Panzerzuglokomotiven der Baureihe 178. Die erste Lokomotive (1.1) wurde 1910 bei der Lokomotivfabrik Krauss & Comp. Linz gefertigt und hatte die Werksnummer KrLi 6247/10. Ursprünglich für den Transport auf der Strecke zwischen Lemberg und Stojanow eingeplant, erhielt sie bei den k.k. Staatsbahnen die Seriennummer kkStB 178.95. Mit dem Ende des Ersten Weltkrieges gelangte die Lokomotive in polnische Dienste und erhielt dort die Seriennummer Tkp11-17. Während der Nutzung im Panzerzug Paderewski war die Seriennummer 178.95 noch deutlich an den Seiten der Lokomotive zu sehen. Im vorderen Bereich, unterhalb des Schornsteins, war auf den 10 – 15 mm dicken und genieteten Stahlplatten der polnische Adler im Wappenschild angebracht. Direkt unter dem Alder befand sich der Schriftzug Paderewski.
Die zweite (1.2), zeitgleich ziehende, Lokomotive wurden ebenfalls bei der Lokomotivfabrik Krauss & Comp. Linz mit der Werksnummer KrLi 6353/10 gefertigt. Unterwegs auf der Bahnstrecke zwischen Muszyna und Krynica, erhielt die Lokomotive die Seriennummer kkStB 178.111. Mit Übergabe an Polen erhielt sie die Seriennummer Tkp11-19. Von der Beschriftung unterschied sich diese Lokomotive von der ersten dahingehend, dass dort keinerlei Seriennummern zu sehen waren. Der polnische Adler im Wappenschild befand sich bei dieser Lokomotive kurz vor dem Führerstand, an der Seite unterhalb des Sichtfensters für den Lokomotivführer. Der Schriftzug Paderewski befand sich mittig an der Seite. Aufgrund dessen, dass der Panzerzug mit zwei Lokomotiven ausgestattet war, konnte man den Zug teilen und doppelt einsetzen. So konnte ein Teil des Zuges Verbindungs- oder Patrouillenfahrten durchführen, während der andere Teil eine Brückensicherung durchführte.
Ab dem 23. März 1920 wurde eine erbeutete sowjetische Lokomotive russischen Baureihe Ow dem Zug zugeteilt. Diese war allerdings nur teilgepanzert. Man beschränkte sich hierbei auf die wichtigen Teile und panzerte nur den Antrieb und den Führerstand. Bis Mitte Juli 1920 blieb diese Lokomotive dem Panzerzug zugeteilt.
Nachdem der Panzerzug Mitte Juli 1920 Warschau erreicht hatte, wurde eine neue Lokomotive dem Panzerzuges zugeteilt. Dies war eine gepanzerte Dampflokomotive der Baureihe 229. Diese Lokomotive wurde 1906 in der Lokomotivfabrik der StEG mit der Werksnummer StEG 3311/06 hergestellt. Bei den k.k. Staatsbahnen trug die Lokomotive die Seriennummer kkStB 229.42 und ab 1918 bei den polnischen Truppen die Seriennummer OKl12-7.

#### 1925
Nachdem der Panzerzug 1925 wieder in den aktiven Dienst genommen worden war, bekam der Panzerzug die polnische Standard-Panzerlokomotive vom Typ Preußische G 5.3. In Polen liefen diese Lokomotiven unter der Bezeichnung Ti-3. Die Lokomotive des Panzerzug Paderewski war eine Lokomotive mit der Werksnummer Hohenzollern 1771/1905 und wurde in den Werkstätten der Aktiengesellschaft für Lokomotivbau Hohenzollern hergestellt. Bei der Preußischen Staatseisenbahn lief die Lokomotive unter der Seriennummer P.St.B. Münster 4021 und in polnischen Diensten mit der Seriennummer Ti3-12. Ab 1926 wurde diese Lokomotive an den Panzerzug Danuta abgegeben.
Ab 1930 erhielt der Panzerzug dann eine neue Lokomotive der gleichen Bauart wie zuvor. Diese Lokomotive wurden bei Henschel mit der Werksnummer Henschel 6555/1904 produziert. Bei der Preußischen Staatseisenbahn lief die Lokomotive mit der Seriennummer P.St.B. Halle 4114 und im polnischen Dienst als Ti3-8.

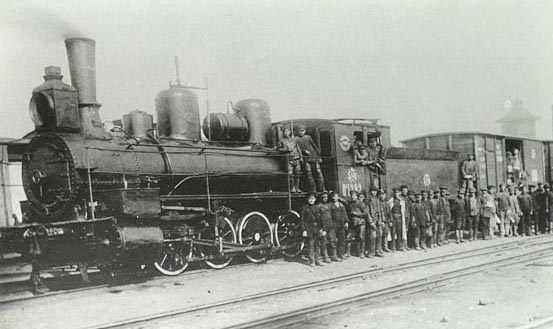
Ungepanzerte Lokomotive der Baureihe O
Ungepanzerte Lokomotive der Baureihe 229
Ungepanzerte Lokomotive Preußische G 5.3 oder Ti3

### Artilleriewagen

#### 1919 – 1923
Der Panzerzug verfügte zu Beginn über zwei Artilleriewagen baugleicher Art. Diese waren sehr viel fortschrittlicher als die Panzerwagen des Zuges. Sie wurden mit Stahlplatten statt mit Beton gepanzert und hatten im vorderen Teil einen drehbaren Geschützturm mit einem Schusswinkel von 270°. Die Bewaffnung bestand aus einer österreichischen 8-cm-Kasemattkanone M.94 oder M.95.
Ein weiterer Artilleriewagen im Panzerzug bestand aus Holz und besaß eine Kanone an nur einer Seite. Zu einem unbekannten Zeitpunkt wurde dieser durch einen moderneren Artilleriewagen aus Stahl ersetzt. Dieser wurde in den Eisenbahnwerkstätten in Nowy Sącz aus einem österreichischen Flachwagen mit Bremserhäuschen mit der Seriennummer Jke 673 023 gefertigt. Dieser Artilleriewagen hatte auf dem Dach einen drehbaren Geschützturm mit einer österreichischen 8-cm-Festungskanone M.94 und konnte um 360° gedreht werden. 1923 wurde dieser Wagen allerdings wieder entfernt, der Geschützturm abgenommen und zu einem Sturmwagen mit der Seriennummer  631 550 umgebaut. Dieser Sturmwagen wurde dann bis 1939 beim Panzerzug Groźny eingesetzt.

#### 1925 – 1930
Nach der Wiederindienststellung erhielt der Panzerzug einen vierachsigen Artilleriewagen mit zwei Geschütztürmen, welcher die Seriennummer 660 601 bekam. Dieser Wagen war mit einer 122-mm-Haubitze wz. 1909 und einer 7,6-cm-Feldkanone wz. 1902 ausgerüstet.
Zusätzlich gab es einen zweiten vierachsigen Artilleriewagen mit zwei Geschütztürmen und gleicher Bewaffnung wie der erste. Dieser Wagen war sowjetischer Herkunft, hatte die Seriennummer 450 012 und wurde später abgegeben und beim Panzerzug Groźny eingesetzt.

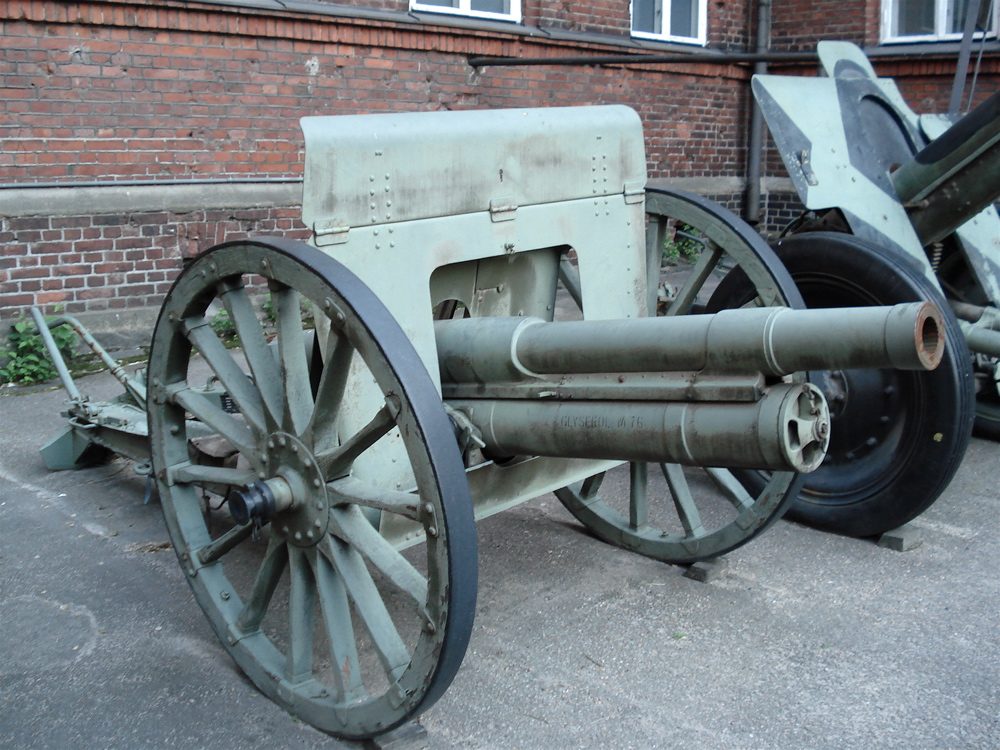
7,6-cm-Feldkanone M1902
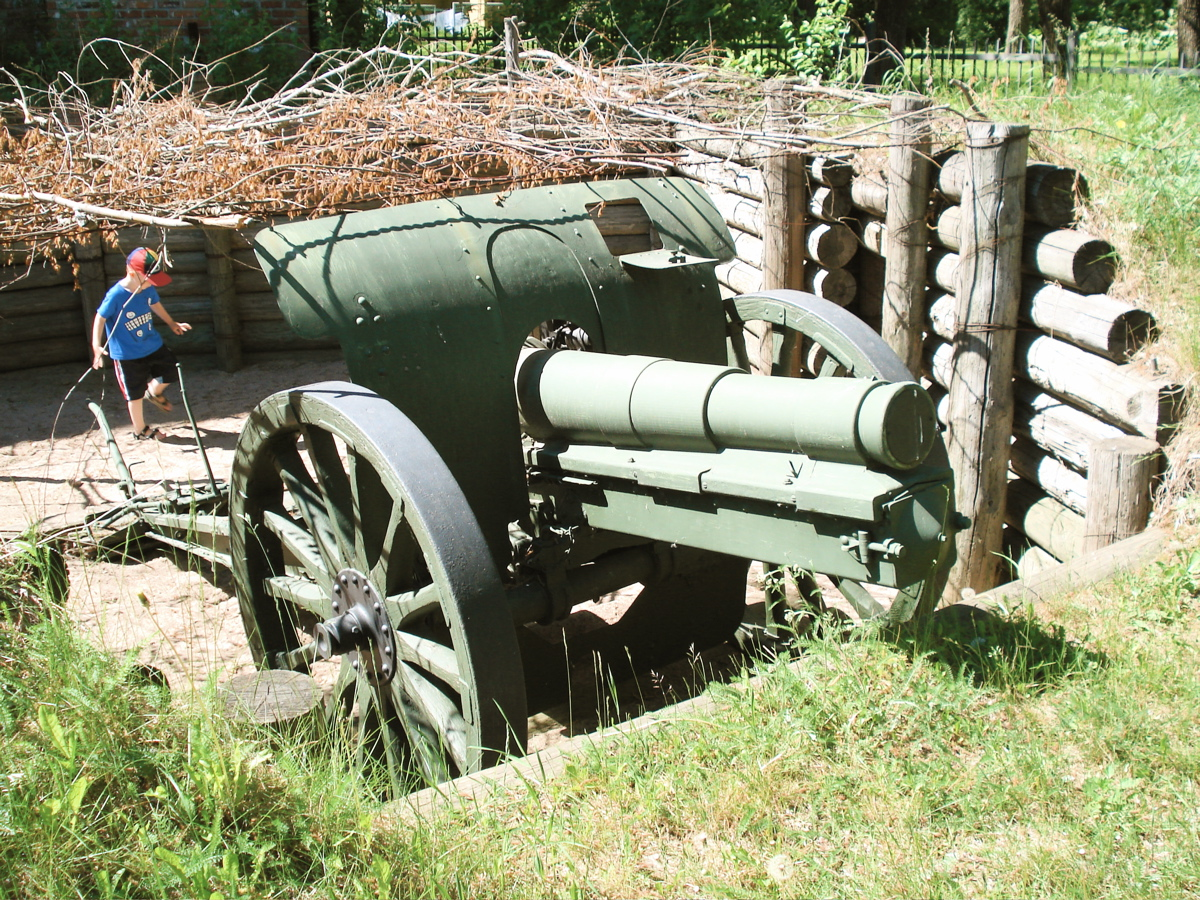
12,2-cm-Haubitze 1909

#### 1930 – 1939

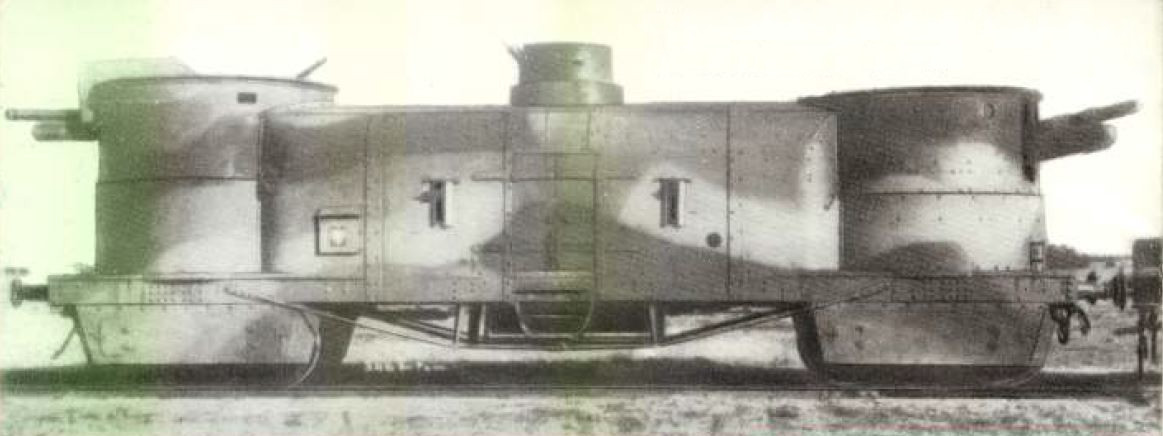
1. Artilleriewagen des Panzerzug Paderewski

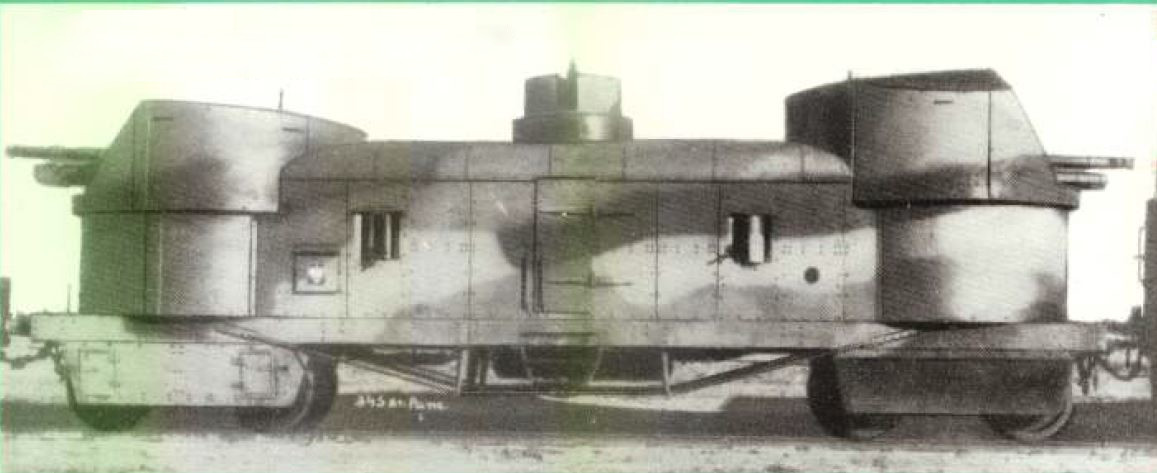
2. Artilleriewagen des Panzerzug Paderewski

Ab 1930 verfügte der Panzerzug über zwei vierachsiger Artilleriewagen mit zwei Geschütztürmen mit den Seriennummern 658 641 und 660 588. Beide Wagen hatte jeweils eine 7,5-cm-Feldkanone wz. 92/26 und eine österreichisch-ungarische 10-cm-Haubitze wz. 14/19A (Škoda) in drehbaren Türmen. Die Kanonen konnten in einem horizontalen Winkel von 240° – 270° wirken. Für jedes Geschütz des Wagens wurden 100 – 125 Artilleriegeschosse mitgeführt. Zur Nahverteidigung gab es vier schwere 7,92-mm-Maschinengewehre wz. 08, zwei an jeder Seite des Zuges. Der Wagen mit der Nummer 660 588 hatte vier zusätzliche Maschinengewehre, jeweils eins rechts und links vom jeweiligen Geschütz. Zusätzlich bekamen die Wagen ein Flugabwehr-Maschinengewehr auf dem Dach des Wagens in einem eigenen kleinen Geschützturm. Das Maschinengewehr konnte darin maximal 90° nach oben gerichtet werden. Für die Maschinengewehre wurden 3.750 Schuss mitgeführt.
Beide Wagen wurden zweimal umgebaut und mit Teilen von erbeuten Wagen und Zügen verbessert. Äußerlich unterschieden sich die beiden Wagen dennoch nur geringfügig, da sie auf denselben vierachsigen amerikanischen Fahrgestellen vom Typ Diamond beruhten. Unterschiede waren allerdings bei der Konstruktion der Wände und den Türmen zu erkennen. Die Panzerung bestand aus zwischen 10 mm und 20 mm dickem Kesselstahl. Den Einstieg in den Wagen ermöglichten große Türen an den Seiten und kleinere Luken unterhalb. Die Besatzung eines Wagens bestand aus 35 Mann.

### Sturmwagen

#### 1919 – 1923
Die ersten Wagen des Panzerzuges waren hölzerne Güterwagen, welche zu Sturmwagen umgebaut wurden. Innen wurden diese Sturmwagen mit Beton gepanzert. Um eine Schusswirkung nach außen zu haben, wurden für Gewehre und Maschinengewehre Schießscharten angebracht.
Als der Panzerzug Mitte Juli 1920 in Warschau ankam, wurde anstelle der alten und improvisierten Sturmwagen ein neuer vom Typ Warschau dem Zug zugeordnet. Der Sturmwagen war für den Transport eine Infanterie-Sturmzuges vorgesehen. Ursprünglich als Breitspurwagen geplant, wurde dieser aufgrund der Ereignisse auf Normalspur umgebaut und dem Panzerzug Paderewski zugeteilt. Neben Paderewski wurde auch der Panzerzug Bartosz Głowacki mit zwei dieser „Halbtonnen“-Sturmwagen ausgerüstet. Halbtonnen deshalb, weil die Form der Wagen an eine längs durchschnittene und somit halbe Tonne erinnerten. Aufgebaut war der Wagen auf dem Fahrgestell eines sowjetischen Flachwagens. An den Seiten gab es Doppeltüren, welche unterschiedlich angebracht waren. Auf der einen Seite waren diese mittig, auf der anderen Seite mehr zum Fahrzeugende versetzt. Zusätzlich verfügten die Wagen an beiden Enden über Türen, welche einen Übergang von einem Wagen zum anderen ermöglichten. Diese wurden mit abklappbaren Abdeckungen geschützt.
Zur Nahverteidigung besaß der Wagen vier 7,92-mm-Maschinengewehre wz. 08 mit 3.750 Schuss Munition. Der Sturmzug der Infanterie bestand aus einem Offizier, sieben Unteroffizieren und 24 Mannschaftssoldaten. Die Offiziere waren mit Pistolen, die Mannschaftssoldaten mit Gewehren, Maschinengewehren und Handgranaten ausgerüstet. Neben den 32 Mann des Sturmzuges gab es noch acht Mann als feste Besatzung des Wagens, welche Funker, Mechaniker und Sanitäter waren.

#### 1930 – 1939

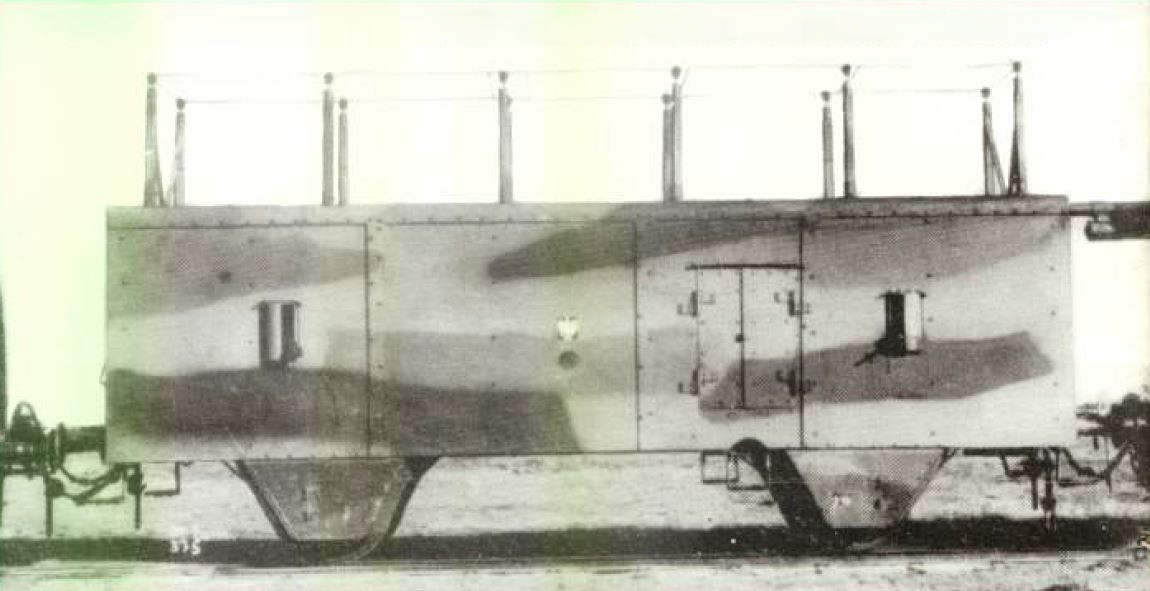
Sturmwagen (425 627) mit Rahmenantenne

1930 wurde ein Sturmwagen mit der Seriennummer 425 627 dem Panzerzug zugeteilt. Dieser hatte eine rechteckige Form mit abgerundeter Oberkante. Die Panzerung war etwas dünner als die der Artilleriewagen. Das Fahrgestell war vermutlich ein polnischer Flachwagen und 10 m lang. Als Bewaffnung besaß der Wagen vier 7,92-mm-Maschinengewehre wz. 08, zwei an jeder Seite. In diesem Sturmwagen fanden ebenfalls 32 Infanteristen Platz, zusammen mit acht Soldaten Wagenbesatzung. Zur Ausrüstung gehörte ein Langstreckenfunkgerät RKD/P mit einer Reichweite von bis zu 100 km. Bei Telegrafie erreichte das Gerät eine Reichweite von 50 – 80 km. Dieses war in einer separaten Funkkabine in der Mitte des Wagens untergebracht. Zum Betreiben des Funkgerätes gab es einen eigenständigen Stromgenerator zur Stromerzeugung, Batterien und eine umlaufende Rahmenantenne. Kurz vor dem Ausbruch des Zweiten Weltkrieges wurde der Wagen dem Panzerzug Danuta übergeben.
Der zweite Sturmwagen hatte die Seriennummer 430 044, stammte vom Panzerzug Poznańczyk und wurde aus einem Stahlartilleriewagen mit Dachgeschützturm umgebaut. Das Fahrgestell war ein preußischer offener Wagen. 1930 wurde der Wagen erst dem Panzerzug Poznańczyk zugeteilt, 1937 dann dem Panzerzug Paderewski. Die Bewaffnung zur Nahverteidigung bestand aus vier 7,92-mm-Maschinengewehren wz. 08, je zwei an den Seiten. Auch hier wurden 3.750 Schuss Munition mitgeführt. Die Panzerung bestand aus 8 mm bis 12 mm dicken Stahlplatten. Wie auch beim älteren Sturmwagen vom Typ Warschau verfügte der Sturmwagen über einen Sturmzug von 32 Mann und eine Besatzung von acht Mann. Auch dieser Wagen besaß ein Langstreckenfunkgerät RKD/P, einen eigenen Generator zur Stromerzeugung, Batterien und eine umlaufende Rahmenantenne.

### Abstoßwagen

#### 1930 – 1939
An beiden Enden des Zuges befanden sich jeweils ein zweiachsiger Flachwagen, welche als Abstoßwagen dienten. Sie dienten dazu, den Panzerzug vor Minen oder Entgleisung zu schützen und Gefahren vor den wichtigen Wagen zu beseitigen. Zusätzlich dienten sie zum Transport von Material wie Schienen, Bahnschwellen, Fahrrädern oder sonstigem Material. Die Flachwagen waren vom Typ Pdks VIII C mit einem Eigengewicht von 10 t und einer Länge von 17,5 m.

## Einsatz

### Polnisch-Sowjetischer Krieg
Der erste Einsatz des Panzerzuges Paderewski begann am 29. September 1919. Der damalige Zugkommandant, Leutnant Włodzimierz Abłamowicz, erhielt den Befehl an der polnisch-deutsche Grenzlinie zu patrouillieren. Bis zum 15. Oktober 1919 war der Zug auf der Linie zwischen den Ortschaften Częstochowa und Gmina Herby unterwegs. Ab dem 15. Oktober wurde der Panzerzug nach Nordosten geschickt, um an der polnisch-litauischen Demarkationslinie, westlich von Vilnius, zu patrouillieren. Am 18. Januar 1920 kam es zu Angriffen litauischer Truppen aus dem Bereich des Dorfes Alove und Mieluny. Dabei wehrte der Panzerzug diese Angriffe ab.
Da der Zug über spezielle Universalachsen von Ingenieur Adam Marie verfügte, war es sehr schnell und einfach möglich, den Panzerzug von Normalspur auf Breitspur anzupassen. Dadurch war es möglich, in der Region Polesien in Weißrussland an der Litauisch-Weißrussischen Front Patrouille zu fahren. Im März 1920 wurde der Panzerzug in das eroberte Dorf Kalinkawitschy bei Masyr verlegt. Danach wurde der Panzerzug bei der Offensive gegen Kiew eingesetzt, um polnische Truppen weiter östlich zu unterstützen. Dabei wurde eine sowjetische Lokomotive der russischen Baureihe Ow erbeutet und dem Panzerzug zugeführt. In den folgenden Tage operierte der Panzerzug in der Gegend von Wassiljewitschy und Retschyza und unterstützte polnische Infanterie bei Angriffen auf die Ortschaft Swetlahorsk.
Da man während der Kämpfe sowjetisches Material erbeutete, wurde eine russische 7,62-cm-Feldkanone dem Panzerzug zugeführt. Da diese Kanone eine größere Reichweite besaß, ersetzte man eine der älteren 8-cm-Festungskanonen. Ab dem 9. Mai 1920 patrouillierte der Panzerzug rund um Kiew und verlegte ab dem 17. Mai nach Kosjatyn. Weitere Patrouillenfahrten fanden dann im Gebiet von Bila Zerkwa statt. Als im Juni 1920 die Rückzugsphase der polnischen Truppen begann, musste der Panzerzug den Rückzug der eigenen Truppen aus dem Bereich sichern. Dabei patrouillierte er auf der Strecke von Kiew nach Wassylkow und wurde anschließend auf Befehl der 3. Armee nach Korosten verlegt. Am 4. Juli gelang dem Panzerzug, trotz der Gefahr einer Einkreisung, der Rückzug von Sdolbuniw aus nach Norden in die Ortschaft Sarny. In den folgenden fünf Tagen wurde der gesamte Zug wieder auf Normalspur umgestellt.
Danach operierte der Panzerzug im Bereich von Baranawitschy und wurde Mitte Juli erfolgreich bis nach Warschau abgezogen. Hier wurde er mit neuem Rollmaterial ausgerüstet. So wurde die russische Lokomotive durch eine Panzerlokomotive der Baureihe 229 ausgetauscht. Ebenfalls kam ein neuer Sturmwagen mit Stahlpanzerung hinzu. Ab August wieder im Fronteinsatz, kämpfte die Mannschaft mit dem Panzerzug bei der Schlacht um Warschau als Teil der 1. Armee. Dabei wurde der Panzerzug von den Panzerzügen Danuta und Panzerzug Mściciel unterstützt. Am 14. August verließ der Panzerzug Paderewski zusammen mit dem Panzerzug Mściciel auf dem zweiten Gleis die Ortschaft Wołomin, um einen Ausfall zu versuchen und den Feind so zu verstreuen, was erst einmal gelang. Zwei Tage später, am 16. August, unterstützten beide Züge gegen Mitternacht das polnische 47. Infanterieregiment bei der Abwehr eines Angriffs in der Nähe von Wołomin. Ein sowjetischer Kommandeur schrieb in einem Bericht über die Kämpfe bei Leśniakowizna:

„Ungeachtet der hereinbrechenden Dunkelheit fuhren weiterhin Panzerzüge auf der Strecke und fügten den roten Artillerieregimentern ständig Verluste zu.“

Am 17. August 1920 kam der Panzerzug Danuta hinzu und alle drei Panzerzüge nahmen an einem Überraschungsangriff mit Kavallerie und Panzern auf die Stadt Mińsk Mazowiecki teil. Der führende Kommandeur des Angriffs, Major Mieczysław Seweryn Nowicki, leitete diesen Angriff aus dem Panzerzug Paderewski. Am nächsten Tag konnte die Besatzung eine 860 Mann starke sowjetische Einheit gefangen nehmen, welche total demoralisiert war und überrascht wurde. Danach wurde der Panzerzug der 5. Armee zugeteilt und operierte weiter in Richtung der Orte Ciechanów und Mława. Zwei Tage später wurde der Panzerzug der 2. Armee zugeteilt und wurde vom 20. bis 28. September 1920 bei der Schlacht bei Njemen eingesetzt.

### Polnisch-Litauischer Krieg
Nach dem Ende des Krieges gegen die Sowjetunion wurde der Panzerzug im Oktober 1920 weiter im Kampf eingesetzt. Bei der Offensive gegen litauische Truppen half die Besatzung mit dem Panzerzug, die Stadt Vilnius zu erobern. Um die alliierte Kommission zu verwirren und die Wahrheit zu verschleiern, wurde der Panzerzug fiktiv den Truppen den neuen Staates Zentrallitauen zugeteilt und ab dem 20. Oktober 1920 in Generał Żeligowski umbenannt. Im August 1921 wurde er wieder in Paderewski zurück benannt und kehrte im gleichen Zeitraum nach Polen zurück.

### Zwischenkriegszeit
Nach dem Krieg wurde der Panzerzug zwischen 1921 und 1923 weiter als Ausbildungs- und Patrouillenzug eingesetzt. Dabei führte der Panzerzug nun die Nummer 7 (P.P. 7) und war einer von zwölf noch im Einsatz befindlichen Panzerzügen. Im Winter 1923/24 wurde der Panzerzug demobilisiert und eingelagert. Während dieser Zeit lief der Panzerzug unter der Nummer 3 (P.P. 3) und sollte im Falle einer Mobilisierung zusammen mit dem Panzerzug Śmierć die Panzerzugabteilung II bilden. Diese sollte dann in Legionowo bei Warschau stationiert werden.
Im Jahr 1925 wurde der Panzerzug Paderewski regulär wieder in Dienst gestellt und der neu geschaffenen Ausbildungsabteilung für Panzerzüge in Friedenszeiten in Legionowo zugeteilt. Hier wurde er zusammen mit den Panzerzügen Danuta und Generał Sosnkowski für die Ausbildung von neuen Panzerzugbesatzungen genutzt.
Im Januar 1930 wurde die endgültige Zusammensetzung der polnischen Panzerzüge festgelegt und später nur geringfügig verändert. Zwar sollte dies für alle Panzerzüge gelten und es sollten alle mit nahezu gleichen Fahrzeugen ausgestattet werden, dennoch unterschied sich der Panzerzug Paderewski bei den Artilleriewagen gegenüber den anderen Panzerzügen. Diese wurden zweimal umgebaut und erhielten nach dem zweiten Komplettumbau eine neue Nummerierung. Der vierachsige Artilleriewagen mit zwei Geschütztürmen und der Seriennummer 450 012 wurde aus dem Panzerzug entfernt und an den Panzerzug Groźny abgegeben, der bereits über einen baugleichen Wagen verfügte. Der zweite noch vorhandene Artilleriewagen wurde auf ein kürzeres Fahrgestell ummontiert, da das alte Schäden aufwies. Weiterhin wurde ein neuer vierachsiger Artilleriewagen mit zwei Kampftürmen dem Panzerzug zugeordnet. Die Lokomotive war im ständigen Einsatz, wohingegen das restliche Rollmaterial in der Reserve blieb.
Während der Mobilmachung im August 1939 mobilisierte die 1. Panzerzugstaffel fünf Panzerzüge, darunter auch den nun in Nummer 14 umbenannten Panzerzug Paderewski. Ab dieser Zeit wurden die Namen offiziell nicht mehr verwendet. Die Mobilisierung war für drei Tage ab Alarmierung angesetzt.

### Zweiter Weltkrieg

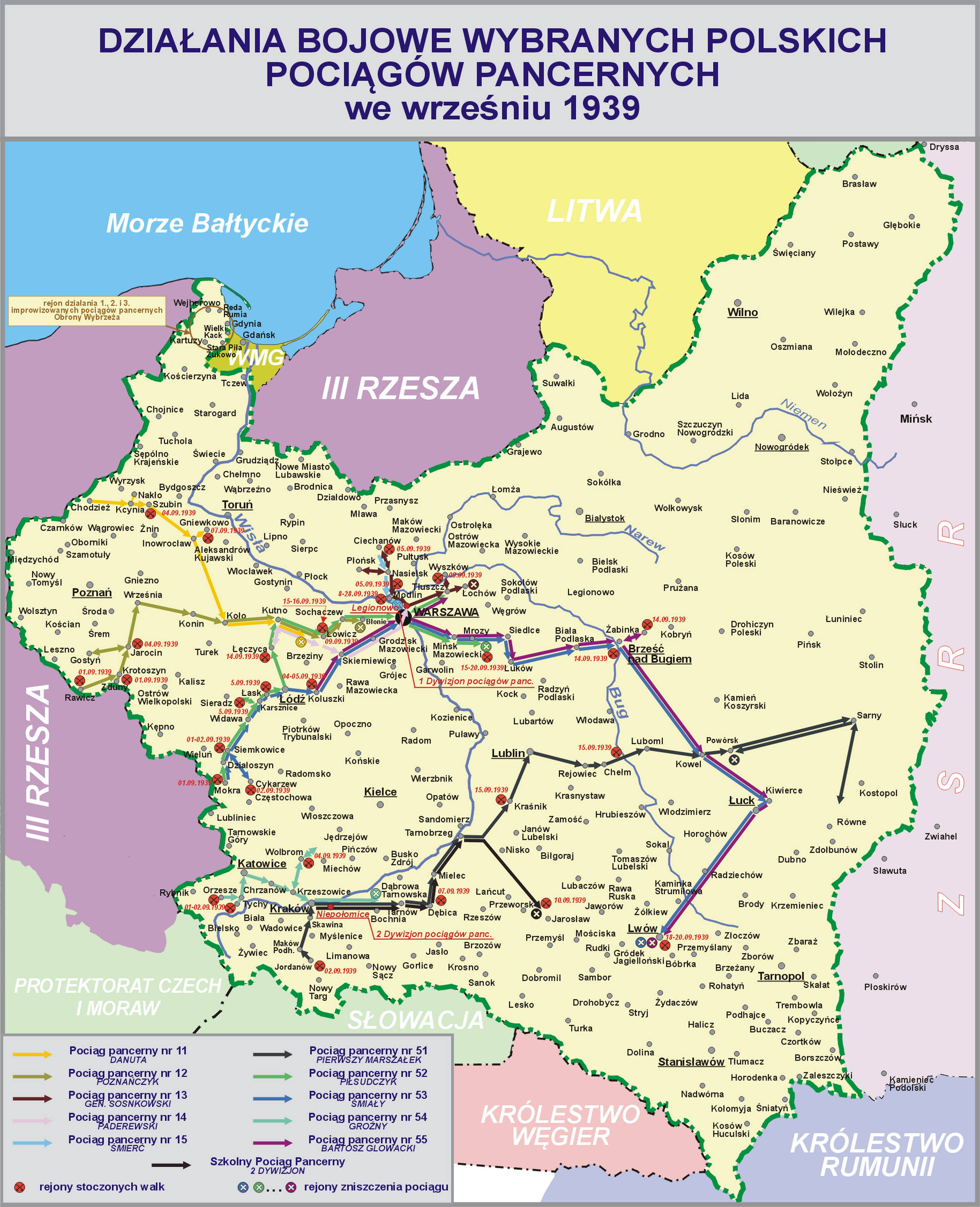
Kampfhandlungen ausgewählter polnischer Panzerzüge im September 1939

Am 1. September 1939 wurde der Panzerzug mobilisiert und der pommerschen Armee zugeteilt. Drei Tage später, am 4. September, war der Panzerzug einsatzbereit in Legionowo. Ab dem 6. September befand sich der Panzerzug in Kutno. Allerdings erhielt er keinerlei Kampfbefehle und war ständigen Bombenangriffen ausgesetzt. Durch die ständigen Angriffe erlitt der Zugkommandant Hauptmann Jerzy Żelechowski einen Nervenzusammenbruch und wurde von Hauptmann Henryk Gawełczyk als Zugkommandant abgelöst. Am gleichen Tag traf der Panzerzug Danuta in Kutno ein und beide Panzerzüge wurden nach Sochaczew geschickt. Allerdings konnten diese nur bis nach Żychlin vorrücken, da die Strecke durch bombardierte Zivilzüge blockiert war. Nach mehreren Umwegen erreichte der Panzerzug Danuta am Morgen des 13. September Sochaczew, während der Panzerzug Paderewski zurück in die Ortschaft Łęczyca fuhr. Ebenfalls am Abend des 13. September kam der Panzerzug dort an und gliederte sich der Kavallerie-Einsatzgruppe von General S. Grzmota-Skotnicki an.
Am 14. September kam es zum ersten Einsatz des Panzerzuges Paderewski im Zweiten Weltkrieg bei der beginnenden Schlacht an der Bzura. Bis zum Abend hin unterstützte der Panzerzug das Grenzschutzbataillon bei der Verteidigung der Stadt Łęczyca gegen Einheiten der deutschen 221. Infanteriedivision. Es kam zu einem Feuerduell mit der deutschen Artillerie der Infanteriedivision. Unterstützt wurde der Panzerzug von der polnischen 11. berittenen Artilleriedivision der pommerschen Kavalleriebrigade. Am Abend fuhr der Zug dann zurück nach Kutno, da die Wehrmacht Łęczyca erobern konnte. Am 15. September fuhr der Zug Patrouille auf der Strecke zwischen Kutno und Łęczyca, näherte sich der Stadt jedoch nicht.
Am 16. September wurde der Panzerzug zur Unterstützung eines Gegenangriffs bei Rząśno mit dem polnischen 2. Bataillon des 70. Infanterieregiments eingesetzt. Es gelang, einen Angriff des deutschen 44. Infanterieregiments zu stoppen. Kurze Zeit später kam es zu einem Angriff von deutschen Flugzeugen. Diese nutzten aber nur Bordwaffen und richteten am Panzerzug keine Schäden an. Als sich die Besatzung mit dem Panzerzug auf der Słudwia-Linie zurückzog, wurde dieser von den eigenen Truppen abgeschnitten, da die Gleise bei Łowicz beschädigt waren. Auf Befehl des Gruppenkommandos verließ die Besatzung den Panzerzug am gleichen Tag in der Nähe von Jackowice. Sie sprengten dabei mehrere Wagen und Draisinen des Draisinenzuges und schlossen sich einer Infanterieeinheit an, die versuchte nach Warschau durchzubrechen. Durch die Sprengung wurde der Artilleriewagen 660 588 fast vollständig zerstört, lediglich das Fahrgestell blieb intakt. Der Artilleriewagen 658 641 wurde durch eine interne Sprengung komplett zerstört. Der Rest des Zuges wurde so stark beschädigt, dass die Wehrmacht keines der Fahrzeuge erneut einsetzen konnte. Vermutlich war nur die Lokomotive noch funktionsfähig.

## Zugpersonal

### Zugkommandanten
- Zugkommandant Leutnant Włodzimierz Abłamowicz (1919 – März 1920)
- Zugkommandant Leutnant Jan Lissan (März 1920 – 1923)
- Zugkommandant Hauptmann Jerzy Żelechowski (1939 – 9. September 1939)[9]
- Zugkommandant Hauptmann Henryk Gawełczyk (9. September 1939 – 16. September 1939)[9]

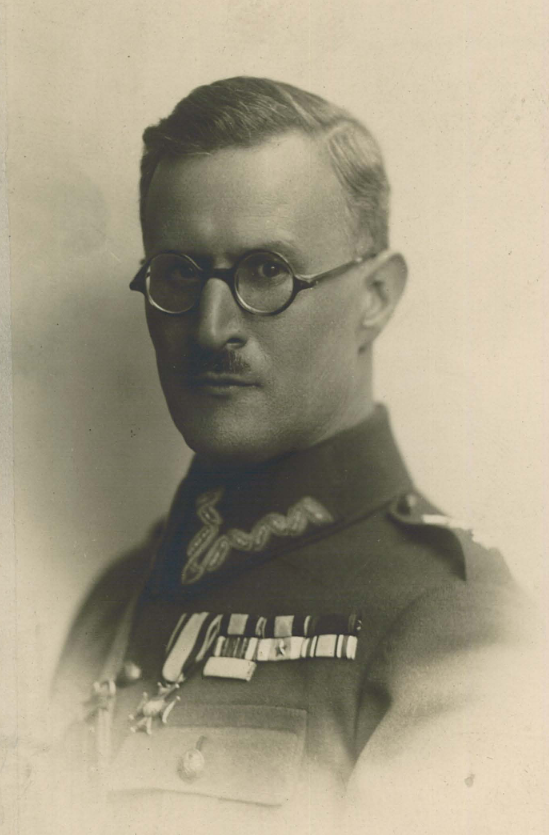
Włodzimierz Abłamowicz

### Stellvertretende Zugkommandanten
- stellvertretender Zugkommandant Leutnant Rojewski (März 1920 – 1923)
- stellvertretender Zugkommandant Hauptmann Henryk Gawełczyk (1939 – 9. September 1939)[9]

### Anderes Personal
- Artilleriekommandeur Oberleutnant Tadeusz Ludwik Smyczyński (1923)
- stellvertretender Artilleriekommandeur Oberleutnant Stanisław Hieronim Milli (1923)
- Infanterie-Sturmzugführer Leutnant Bernard Sobczyński (1923)
- stellvertretender Infanterie-Sturmzugführer Leutnant Witold Donten (1923)

Im Jahr 1939 bestand die Besatzung des Zuge aus 120 – 130 Soldaten.

## Zugzusammensetzung

### 1919 – 1923
Ursprünglich bestand der Panzerzug aus einer gepanzerten Lokomotive, sechs gepanzerten Wagen und zwei Flachwagen als Abstoßwagen. Nach und nach wurden neue Wagen hinzugefügt oder alte ausgetauscht. Nachfolgend ist die Auflistung der Zusammenstellung des Zuges zu sehen.
- 1× Abstoßwagen
- 1× Artilleriewagen
- 1× Sturmwagen
- 1× gepanzerte Lokomotive
- 1× Krankenwagen
- 1× Küchenwagen
- 1× Maschinengewehrwagen
- 1× Artilleriewagen

### 1925 – 1930
- 1× gepanzerte Lokomotive Ti3-12[2]
- 1× vierachsiger Artilleriewagen mit zwei Kampftürmen (Seriennummer: 450 012)[2]
- 1× vierachsiger Artilleriewagen mit zwei Kampftürmen (Seriennummer: 660 601)[2]

### 1930 – 1939
- 1× Abstoßwagen
- 1× vierachsiger Artilleriewagen mit zwei Kampftürmen (Seriennummer: 658 641)[3]
- 1× gepanzerte Lokomotive Ti3-8[1]
- 1× zweiachsiger Sturmwagen (Seriennummer: 430 044)[4]
- 1× vierachsiger Artilleriewagen mit zwei Kampftürmen (Seriennummer: 660 588)[3]
- 1× Abstoßwagen

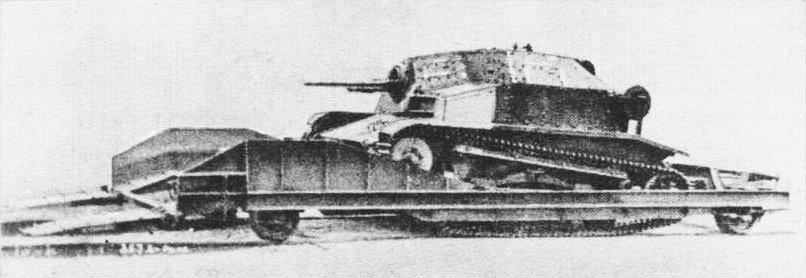
TK-3 auf Schienenfahrgestell

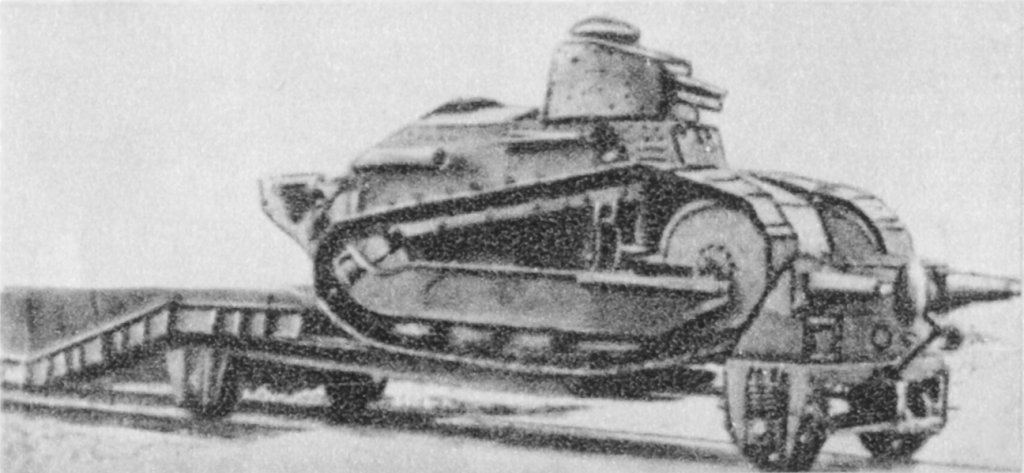
Panzer FT-17 auf Schienenfahrgestell

Zusätzlich verfügte der Panzerzug über
- 1× Draisinenzug, ausgerüstet mit zwei Panzern vom Typ Renault FT und vier Tanketten vom Typ TK-3 auf speziellen Schienenfahrgestellen
- 1× ungepanzerter Hilfszug, bestehend aus 27 Wagen:[11]
  - 1× Lokomotive mit Tender
  - 12× zwölf Personenwagen
  - 1× Bürowagen
  - 2× Munitionswagen
  - 1× Brennstoffwagen
  - 1× Vorratswagen
  - 1× Sanitätswagen
  - 1× Küchenwagen
  - 1× Werkstattwagen
  - 1× offener Kohlewagen
  - 1× Wassertankwagen
  - 5× Flachwagen

## Gedenkplakette
Für den Panzerzug Paderewski wurde eine Gedenkplakette für die Besatzung des Zuges angefertigt. Sie war rund mit einem Durchmesser von 40 mm und bestand aus 1 mm dickem, versilbertem Bronzeblech. Die Plakette hatte einen breiten äußeren Kreis und einen schmalen inneren Kreis. Im breiteren Kreis steht in der oberen Hälfte Pociąg Pancerny und in der unteren Hälfte Paderewski. Beide Schriften sind durch einen Punkt auf jeder Seite getrennt. Der schmalere innere Kreis war ein stilisierter Lorbeerkranz, welcher durch vier Knoten unterbrochen ist. In der Mitte, innerhalb des schmalen Kreises, befindet sich die Silhouette eines Artilleriewagens auf einem Bahngleis, nahezu identisch mit dem auf der Gedenkplakette des Panzerzuges Śmiały.